# Nomen nudum
Nomen nudum (latinsky, česky nahé jméno, obvykle zkracováno jako nom. nud. nebo n. n. a uváděno za latinským názvem druhu nebo jiného taxonu, obvykle v závorce) je označení, které upozorňuje na příčinu neplatnosti tohoto pojmenování příslušného taxonu.
Důvodem neplatnosti v tomto případě může být několik možných okolnosti:
1. autor tohoto jména nepřipojil při jeho publikování ke jménu žádný popis příslušníka taxonu nebo uvedl jen zcela nepostačující popis, ani nepublikoval odkaz na fyzický exemplář (např. u rostliny na herbářovou položku, exsikát, nebo jiný vzorek), tzv. typovou položku, podle kterého by bylo možno jiného příslušníka pojmenovaného taxonu v budoucnosti určit; publikaci, kde je jméno poprvé publikováno, však lze popis příslušníka taxonu nahradit odkazem na jinou publikaci, v níž je popis nebo odkaz na typovou položku uveden;
2. autor neuvedl, že má záměr vytvořit nové vědecké jméno pro nově popisovaný druh;
3. publikace nebyla po technické stránce provedena korektně (např. byla zveřejněna na internetu, nikoli v akceptovatelné, běžně dostupné tištěné publikaci, tj. ve vědeckém časopise nebo v monografii či ve sborníku z vědecké konference).

Proto se toto jméno jeví jako zbavené všeho nezbytného, tedy nahé; odtud pochází použitý termín. Důsledkem je to, že v budoucnosti může jiný autor toto jméno volně použít k pojmenování téhož, nebo jiného taxonu.